# Casey (stacja antarktyczna)
Casey Station – całoroczna stacja polarna należąca do Australii, położona na Ziemi Wilkesa na Antarktydzie Wschodniej.

## Położenie i warunki
Stacja znajduje się na półwyspie Bailey (obszar Windmill Islands), nad zatoką Vincennes Bay będącej częścią Morza Mawsona, na wysokości ok. 30 m n.p.m. Średnia temperatura powietrza w styczniu (lato) to od −3 do +3 °C, a od maja do sierpnia od −11 do −19 °C. Rekordowe zanotowane temperatury to +9 °C w styczniu i −41 °C w lipcu. Wiatr najczęściej (40%) wieje z północy lub ze wschodu, choć najsilniejszy wiatr przychodzi z kierunku południowego wschodu; średnia prędkość wiatru to ok. 26 km/h (w porywach rekordowo do 291 km/h). Silniejsze porywy często niosą śnieg, znacznie ograniczając widoczność.

## Historia

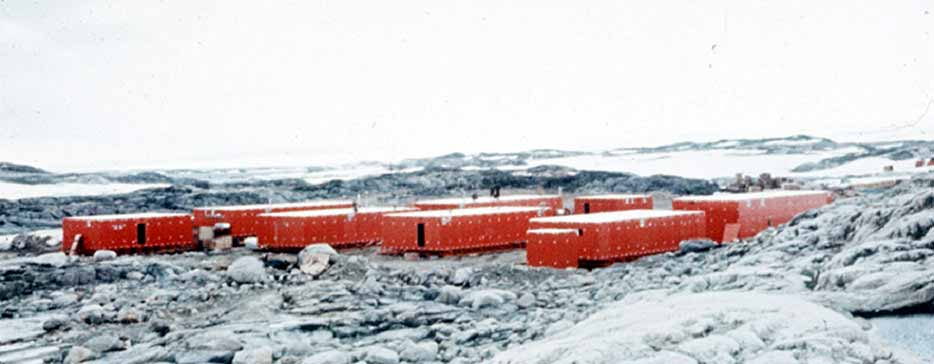
Stacja Wilkes w 1957 roku

W 1957 roku Amerykanie założyli stację „Wilkes” na półwyspie Clark nad zatoką Vincennes, w ramach Międzynarodowego Roku Geofizycznego. Dwa lata później przekazali ją Australii. Wkrótce okazało się, że rosnące zaspy śnieżne pochłoną tę stację i Australijczycy przystąpili do budowy zastępczej bazy „Repstat” (od ang. Replacement Station) dwa kilometry dalej na południe. W lutym 1969 roku baza ta stała się w pełni funkcjonalna; nazwano ją „Casey” na cześć gubernatora generalnego Richarda Caseya. Posiadała ona nowatorską konstrukcję, z kwaterami mieszkalnymi i pomieszczeniami przeznaczonymi do pracy wewnątrz aerodynamicznie wyprofilowanego tunelu, chroniącego przed silnym wiatrem. Żelazne ściany tunelu w następnych latach uległy jednak korozji pod wpływem słonej wody morskiej niesionej z wiatrem, co powodowało duże straty ciepła. W latach 80. XX wieku zaprojektowano i postawiono nowe zabudowania stacji, które otwarto w 1988 roku. Stara stacja częściowo pozostawała w użytku do 1993 roku, kiedy ją rozebrano, a pozostałości przewieziono do Australii. Pierwsza stacja Wilkes jest w dużej mierze pogrzebana pod śniegiem, choć jeden z jej budynków wciąż bywa używany jako baza polowa; stacja ta ma status zabytku.

## Działalność
Główne programy badawcze w stacji Casey obejmują wpływ człowieka na środowisko Antarktyki, badania górnej atmosfery i kosmosu, prace z dziedzin biologii, w tym botaniki, glacjologii, medycyny polarnej, nauk o Ziemi i zmian klimatu.
Ważną częścią pracy stacji były pomiary meteorologiczne. Wykorzystywano do nich m.in. balony meteorologiczne, śledzone z użyciem radaru; w późniejszych latach biuro meteorologiczne było stopniowo coraz bardziej skomputeryzowane. W terenie w sąsiedztwie bazy Casey znajduje się obecnie 8 automatycznych stacji meteorologicznych, które przesyłają dane do satelitów.
Linia lotnicza Skytraders prowadzi regularne loty samolotów Airbus A319 z Hobart na lądowisko Wilkins Aerodrome położone w pobliżu stacji, w ramach dwunastoletniego kontraktu z Australian Antarctic Division. W 2015 roku testowo przeprowadzono także loty cięższych maszyn Boeing C-17 Globemaster III należących do Królewskich Australijskich Sił Powietrznych